# 栗巣村
栗巣村（くりすむら）はかつて岐阜県郡上郡に存在した村である。
現在の郡上市大和町栗巣に該当する。

## 歴史
- 1875年（明治8年） - 西俣村と母袋村が合併し、栗巣村となる。
- 1889年（明治22年）7月1日 - 町村制により栗巣村発足。
- 1897年（明治30年）4月1日 - 徳永村、河辺村、神路村、牧村、古道村と合併し、山田村発足。同日栗巣村廃止。